# Серапион Синдонит
Серапион Синдонит (синдон - крпа платна) је хришћански светац који се одевао само са једном крпом платна. У руци је увек носио Јеванђеље. Живео је без дома стално прелазећи са једног места на друго. Своју крпу Серапион је дао једном беднику, који је дрхтао на мразу, а он је остао сасвим наг. Кад га је неко упитао: "Серапионе, ко те обнажи?", он је показао на Јеванђеље и рекао: "Ово!" Али потом је и Јеванђеље дао за откуп некога дужнога човека, кога је поверилац гонио у тамницу због дуг. Једном у Атини четири дана није ништа јео, јер није ни имао, и почео је викати од глади. Кад су га упитали филозофи атински, зашто виче, он одговори: "Тројици бејах дужан; двојицу подмирих, а трећи ме још мучи. Први зајмодавац јесте телесна похот, која ме мучаше од младости; други среброљубље, а трећи трбух. Она двојица ме оставише, још ме овај трећи мучи". Дадоше му филозофи златник да купи хлеба. Он је отишао у пекару, узео само један хлеб, а оставио цео златник. У старости је преминуо мирно у V веку.
Српска православна црква слави га 14. маја по црквеном, а 27. маја по грегоријанском календару.